# Madura (Buay Sandang Aji)
Madura is een bestuurslaag in het regentschap Ogan Komering Ulu Selatan van de provincie Zuid-Sumatra, Indonesië. Madura telt 1194 inwoners (volkstelling 2010).